# Ernst Hartmann
Ernst Hartmann  (10 Novembro 1915 em Mannheim; † 23 Outubro 1992 em Waldkatzenbach, um subúrbio de Waldbrunn (Odenwald), na Alemanha) era um médico alemão, autor e publicitário.

## Vida

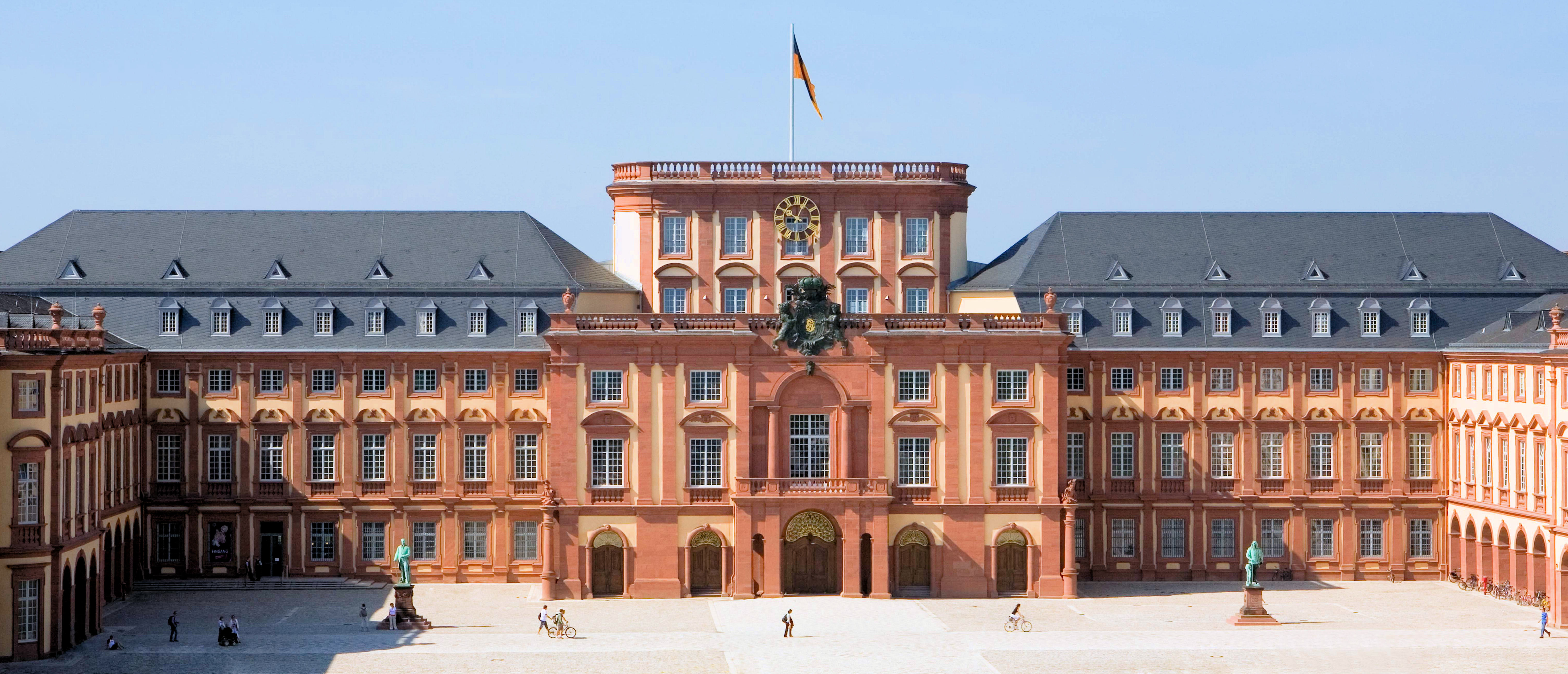
Universidade de Mannheim

Após deixar a escola Ernst Hartmann Estudou medicina na Universidade de Mannheim e Universidade de Jena. Durante a Segunda Guerra Mundial, ele trabalhava como médico pessoal e estava em um abrigo americano. Após o seu regresso do confinamento, ele abriu um consultório médico em Eberbach sobre o rio Neckar, onde ficou mais de 40 anos como profissional.
Além do seu trabalho como médico, em 1948, Ernst Hartmann ainda ocupou-se, juntamente com seu irmão Robert, com Geobiologia e Radiestesia. Além disso, ocupou-se com a homeopatia e mais tarde também Geobiologia. O Grupo de Pesquisa de Geobiologia (Dr. Hartmann e.V.), uma associação registrada, foi fundada por ele.

## Trabalho

### Como estudante
Como um notável estudante Hartmann reivindicou informações aos pacientes e os avaliou. Observou que a taxa de mortalidade era maior em alguns leitos hospitalares em relação aos outros. Hartmann estava convencido de que a causa era para ser encontrada no local das camas. Mais tarde, como um médico atuante, suspeitou que doenças de pacientes que não responderam aos métodos de tratamento comuns, poderiam ter uma ligação entre com o ambiente imediato do paciente.

### Linhas Hartmann
Nas horas livres Dr. Hartmann demarcou as linhas em forma de grade ao redor da Terra, no sentido norte-sul e leste-oeste e na forma de uma parede invisível. As linhas Norte-sul aparecem a cada 2 metros e leste-oeste aparecem a cada 2,50 metros. A maioria das linhas são de 23 cm de largura e e algumas com cerca de 90 cm de largura.
Hartmann concluiu que o pior lugar para se passar um longo tempo é mais no Hartmann knot, onde duas linhas de Hartmann se cruzam com qualquer outro distúrbio, como listado acima, pois radiação nociva é intensificada neste lugar.
Dr. Hartmann descobriu uma parte do corpo, quando exposta durante um longo período de tempo à radiação distorcida, é o local no corpo onde a doença começou.

## Publicações
- Geopatia, Ernst Hartmann, Haug Verlag, Ulm / Donau, 1954.
- Sobre Métodos Físicos de Detecção da Radiação chamada da Terra, Ernst Hartmann, J. Wüst em Geopathy, Suplemento do Jornal da medicina empírica, Haug Verlag, Ulm 1954, pp 31-46.
- Doenças como um problema local, Ernst Hartmann, Volume 1, Haug Verlag, Heidelberg, (1 ª edição 1964), 5 ª edição, 1986, ISBN 3-7760-0653-6
- O homem, a doença de condão. Radiação ambiental. Como elas nos afetam por Josef Angerer, Ernst Hartmann, Herbert L. King, M & T Publishing, Zurique, 1985, ISBN 978-3-7265-3020-4
- Doença como um problema de localização, Ernst Hartmann, Volume 2, Haug Verlag, Heidelberg, 1986, ISBN 978-3-8304-0655-6
- Sobre Constituições Yin Yang e tipos de reação, Ernst Hartmann, Grupo de Pesquisa de Geobiologia, Munique 1986, ISBN 978-3-928426-01-5
- Strahlenfühligkeit. Lidar com vara e pêndulo, Ernst, Hartmann Ernst, Mayr Johannes, Verlag Ehrenwirth, julho de 1993, ISBN 978-3-431-29398-2